# 上山直之
上山 直之（うえやま なおゆき、1992年2月16日 - ）は、日本のラグビー選手。

## プロフィール
- 大阪府出身[1]。
- ポジションはロック(LO)。
- 身長 192cm、体重 103kg
- ニックネームはロバート、上やん。

## 来歴
2010年、渋谷高校卒業後、大阪体育大学に入る。
2014年、大阪体育大学卒業後、NTTドコモレッドハリケーンズに加入。
2016年9月10日に行われたトップウェストA第1節のJR西日本レイラーズ戦にて途中出場で公式戦初出場を果たす。
2018年、NTTドコモレッドハリケーンズを退団した。